# هایکو شوارتس
هایکو شوارتس (آلمانی: Heiko Schwartz; ۲۱ سپتامبر ۱۹۱۱ – ۲۹ اکتبر ۱۹۷۳) بازیکن واترپلو و شناگر اهل آلمان بود.